# Vânătoarea lui Octombrie Roșu (roman)
Vânătoarea lui Octombrie Roșu (titlu originar în engleză The Hunt for Red October) a fost romanul de debut al autorului american Tom Clancy, publicat pentru prima dată la 1 octombrie 1984, de Naval Institute Press. Romanul îl înfățișează pe căpitanul de submarin sovietic Marko Ramius, care pare să devieze de la ordinele sale la bordul lui „Octombrie Roșu” submarinul cu rachete balistice de ultimă generație al țării sale, și marchează prima apariție a celui mai popular personaj fictiv al lui Clancy, Jack Ryan, un analist care lucrează pentru Agenția Centrală de Informații, care trebuie să-și demonstreze teoria că Ramius intenționează să dezerteze în Statele Unite ale Americii.
Vânătoarea lui Octombrie Roșu a lansat cariera lui Clancy ca romancier, mai ales după ce președintele Statelor Unite Ronald Reagan a remarcat că i-a făcut plăcere să citească cartea. Pe 2 martie 1990 a fost lansată adaptarea cinematografică a romanului și ulterior au fost dezvoltate mai multe jocuri pentru computer și video. Cartea a jucat un rol esențial în introducerea genului tehno-thriller în trendul de carte.

## Rezumat
În timpul Războiului Rece, comandantul submarinului marinei sovietice, Marko Ramius, plănuiește să dezerteze în Statele Unite cu submarinul cu rachete balistice din clasa Typhoon, Octombrie Roșu. Submarinul este echipat cu „caterpillar drive”, un sistem de propulsie silențios de ultimă generație, care face dificilă detectarea audio prin sonar pasiv și permite submarinului să se strecoare în apele teritoriale americane și să lanseze rachete nucleare aproape fără avertisment. Submarinul părăsește șantierul naval de la Polyarny cu ordinul de a efectua exerciții militare, menite să testeze eficiența sistemului de propulsie, alături de submarinul de atac sovietic clasa Alfa VK Konovalov comandat de fostul student al lui Ramius, Viktor Tupolev. Ramius plănuiește un curs pentru coasta Americii de Nord, informând în mod fals echipajul că va merge nedetectat până în Cuba și, pentru a se asigura că ofițerul politic aflat la bord nu va interveni, îl ucide. Înainte de a pleca în misiune, Ramius îi trimite o scrisoare amiralului Yuri Padorin în care își declară intenția de a dezerta, fapt care va determina Flota de Nord sovietică să vâneze Octombrie Roșu cu intenția de a-l scufunda, sub pretextul unei misiuni de căutare și salvare.
Octombrie Roșu trece pe lângă USS Dallas, aflat sub comanda lui Bart Mancuso, un submarin din clasa Los Angeles care patrulează la intrarea pe o rută folosită de submarinele sovietice în creasta Reykjanes din largul Islandei. Operatorul sonarului aude sunetul sistemului silențios de propulsie, dar nu îl identifică ca fiind un submarin. Pe măsură ce tensiunile cresc între flotele americane și sovietice din cauza incursiunii neanunțate a flotei nordice sovietice în apele Atlanticului, echipajul de pe Dallas analizează benzile cu semnătura acustică a submarinului Octombrie Roșu și realizează că sunetul aparține unui nou sistem de propulsie. Între timp, analistul CIA Jack Ryan determină că noile modificări în construcția submarinului găzduiesc o unitate de propulsie silențioasă.
Combinând informațiile despre scrisoare și lansarea ulterioară a întregii Flote Nordice, Ryan deduce planurile lui Ramius de a dezerta. Armata americană acceptă cu reticență să ajute, în timp ce planifică pentru situații neprevăzute în cazul în care flota sovietică demonstează alte intenții decât cele deduse. Ryan devine responsabil în a-l conduce pe Ramius și submarinul său departe de flota sovietică care îi urmărește și se întâlnește cu amiralul John White, o cunoștință din Marina Regală, comandantul unei forțe operative de pe portavionul HMS Invincible.
După ce Ramius simulează un accident la reactor, Marina SUA evacuează echipajul navei Octombrie Roșu folosind un submarin de salvare DSRV. Ramius și ofițerii săi rămân în urmă, susținând că plănuiesc să scufunde submarinul pentru a-l împiedica să ajungă în mâinile americanilor. Pentru a-i convinge pe sovietici că Octombrie Roșu a fost de fapt distrus, un submarin american cu rachete balistice dezafectat, USS Ethan Allen, este detonat sub apă. Un indicator de adâncime luat din panoul principal de instrumente al navei Octombrie Roșu este făcut să pară ca fiind recuperat din epava lui Ethan Allen. Între timp, Ryan, Mancuso, o parte din echipajul Dallas și Owen Williams se îmbarcă pe Octombrie Roșu și îl întâlnesc pe Ramius față în față.
Înșelăciunea reușește să-i convingă pe observatorii sovietici că Octombrie Roșu a fost pierdut și forțele sovietice se retrag, dar Tupolev rămâne în urmă. Fără știrea nimănui, Igor Loginov, un bucătar de pe Octombrie Roșu, care este de fapt un ofițer GRU sub acoperire, a rămas la bord după ce ceilalți membri ai echipajului au fost evacuați. El încearcă să distrugă Octombrie Roșu prin detonarea uneia dintre rachetele aflate în silozul submarinului. Loginov este descoperit și îl împușcă mortal pe căpitanul-locotenent Kamarov, rănindu-i grav pe Ramius și Williams. Ryan încearcă să discute rațional cu Loginov, care refuză să asculte și este în cele din urmă ucis într-un schimb de focuri în compartimentul de rachete al submarinului.
Mai târziu, V.K. Konovalov dă peste ceea ce inițial se crede a fi un submarin din clasa Ohio, escortat de alte două submarine. Pe baza semnăturii sale acustice, Tupolev își dă seama că este de fapt Octombrie Roșu și începe să-l atace. Cele două submarine americane care escortează Octombrie Roșu au interdicție de a trage asupra lui Konovalov conform regulilor de angajament, iar Octombrie Roșu nu are torpiloare la bord. În urma confruntării, Ramius lovește submarinul Konovalov și îl scufundă, ucigându-l pe Tupolev și echipajul său.
Americanii o escortează în siguranță submarinul Octombrie Roșu în docul uscat din Norfolk, Virginia, unde este analizat de serviciile secrete militare americane. Ramius și echipajul său sunt duși într-un adăpost sigur al CIA și primesc noi identități, începând acomodarea lor la viața americană. Ryan este lăudat de superiorii săi și se întoarce la postul său din Londra.

## Personaje

### Sovietici
- Căpitanul de rang întâi Marko Aleksandrovich Ramius: Căpitan de submarin sovietic care comandă Octombrie Roșu, cel mai nou submarin cu rachete balistice al Marinei Sovietice. Decizia sa de a dezerta a fost determinată de factori personali. Soția sa, Natalia, murise din cauza unui medic intoxicat și incompetent; cu toate acestea, doctorul a scăpat de pedeapsă pentru că era fiul unui membru al Biroului Politic. Moartea prematură a Nataliei, combinată cu deziluzia de lungă durată a lui Ramius față de insensibilitatea guvernării sovietice și teama față de efectul destabilizator pe care Octombrie Roșu l-ar avea asupra afacerilor mondiale, îi epuizează toleranța față de eșecurile sistemului sovietic.
- Căpitanul de rangul doi Viktor Aleksievich Tupolev: Comandantul submarinului de atac clasa Alfa V.K. Konovalov și fost elev al lui Ramius.
- Căpitanul de rangul doi Vasili Borodin: Ofițer executiv al submarinului Octombrie Roșu
- Dr. Evgheni Konstantinovici Petrov: Ofițerul medical al submarinului Octombrie Roșu
- Igor Loginov: Ofițer de informații GRU, în serviciu la bordul submarinului Octombrie Roșu ca bucătar pentru a preveni dezertarea sau capturarea navei
- Alexei Arbatov: Ambasadorul sovietic în Statele Unite
- Căpitanul de rangul doi Ivan Iurievici Putin: Ofițer politic (zampolit) la bordul submarinului Octombrie Roșu. Ucis de Ramius pentru a nu interveni în dezertarea sa.
- Amiralul Iuri Ilici Padorin: Ofițer politic șef al Marinei Sovietice, socrul și mentorul lui Ramius

### Americani și britanici
- Dr. John Patrick „Jack” Ryan: Persoană de legătură a Agenției Centrale de Informații (CIA) cu Serviciul Secret de Informații; fost locotenent al Marinei;
- Comandantul Bartolomeo Vito „Bart” Mancuso, USN: Comandantul submarinului USS Dallas din clasa Los Angeles;
- Tehnician sonar clasa I Ronald „Jonesy” Jones, USN: Operator sonar la bordul navei Dallas, care identifică pentru prima dată Octombrie Roșu și sistemul său silențios de propulsie.
- Vicepreședintele John White, al 8-lea conte de Weston: Ofițer al Marinei Regale Britanice care comandă portavionul HMS Invincible; de asemenea, prieten personal al lui Ryan;
- Locotenentul Owen Williams, RN: Locotenent al Marinei Regale Britanice care servește la bordul navei Invincible și care îl însoțește pe Ryan pe Octombrie Roșu datorită abilităților sale de limba rusă;
- Oliver Wendell „Skip” Tyler: Instructor la Academia Navală a Statelor Unite din Annapolis, Maryland, care oferă consultanță pentru Marina SUA. Fost ofițer de marină, a fost însărcinat de Ryan cu identificarea variațiilor de construcție ale navei Octombrie Roșu, despre care consideră că găzduiește un nou sistem de propulsie silențios.
- Comandantul Robert Jefferson „Robby” Jackson, USN: Comandantul escadrilei de vânătoare VF-41 de pe portavionul USS John F. Kennedy
- Dr. Jeffrey Pelt: Consilier pentru securitate națională al președintelui SUA
- Arthur Moore: Directorul Serviciului Central de Informații
- Viceprimalul James Greer, USN: Director adjunct al CIA pentru informații
- Robert Ritter: Director adjunct al CIA pentru operațiuni

## Teme
„Vânătoarea lui Octombrie Roșu” a prezentat stilul de scriere al lui Tom Clancy, care includea detalii tehnice despre armament, submarine, spionaj și armată. Natura precisă a scrierilor lui Clancy era bine cunoscută în rândul armatei americane, astfel încât Clancy a remarcat într-un interviu din 1986: „Când l-am întâlnit pe secretarul Marinei, John Lehman, anul trecut, primul lucru pe care m-a întrebat despre carte a fost: «Cine naiba a aprobat-o?»”
Romanul are elemente comune cu operele lui James Clavell, în special cu Shōgun (1975) și Nobila Casă (1981), unde puterea politică este folosită în locul confruntării fizice cu un inamic. Clancy îi portretizează pe sovietici, în special pe căpitanul Ramius, cu simpatie, iar majoritatea personajelor sunt ușor de înțeles în acțiunile și temerile lor, comparând și contrastând în același timp filozofiile și valorile lor cu omologii lor americani, care la rândul lor sunt prezentați ca fiind mai competenți în profesia lor, acest lucru explicându-se prin faptul că Marina SUA este mai bine echipată și antrenată decât marinarii sovietici, care sunt în mare parte recruți.
În roman, SUA și personalul său militar sunt, fără îndoială, „băieții buni”. Tema centrală a SUA, care este imperfectă, dar în cele din urmă o forță a binelui și a speranței în lume, este ceva ce autorul va explora mai mult în romanele sale ulterioare. Cu toate acestea, spre deosebire de „Vânătoarea lui Octombrie Roșu”, aceste romane ulterioare includ adesea personaje americane negative, motivate de putere sau lăcomie.
În plus, „Vânătoarea lui Octombrie Roșu” este considerată o poveste despre maturizare, avându-l ca personaj principal pe Jack Ryan. Cu toate acestea, în loc să fugă de responsabilități, o temă comună în literatura americană contemporană, Clancy subminează convenția, făcându-l pe Ryan să se grăbească spre poverile lumii adulte. Mai mult, cartea îl prezintă pe Jack Ryan ca un nou arhetip al eroului american – un om obișnuit care își folosește cunoștințele anterioare în locul puterii fizice în rezolvarea unei anumite crize.

## Istoric
Încă de mic, Clancy a fost un avid cititor al istoriei navale și a explorărilor maritime. Cu toate acestea, din cauza vederii sale slabe, a fost ulterior respins din serviciul militar. De când a absolvit liceul și a obținut în cele din urmă o specializare în limba engleză, și-a dorit dintotdeauna să scrie un roman. În cele din urmă, a lucrat ca agent de asigurări pentru o mică afacere deținută de familia soției sale de la acea vreme.
În timpul liber, Clancy a început să lucreze la „Vânătoarea lui Octombrie Roșu” pe 11 noiembrie 1982 și l-a terminat patru luni mai târziu, pe 23 februarie 1983. Contrar opiniei populare, conform căreia Clancy ar avut acces la informații secrete în cercetarea romanului, acesta a declarat că a consultat manuale tehnice, a discutat cu foști submariniști și a consultat cărți precum Ghidul Marinei Sovietice de Norman Polmar și Flotele de luptă ale lumii pentru a menține acuratețea descrierii submarinelor sovietice.
Apoi a trimis prima ciornă a romanului la Naval Institute Press, unde scrisese anterior un articol despre racheta MX, pentru revista lor Proceedings . Trei săptămâni mai târziu, editura i-a returnat manuscrisul, împreună cu o cerere de a elimina aproximativ o sută de pagini cu numeroase detalii tehnice. După ce și-a corectat lucrarea, Clancy a vândut apoi „Vânătoarea de Octombrie Roșu” către Naval Institute Press pentru o sumă modestă de 5.000 de dolari.
Deoarece decisese recent să publice ficțiune, casa de editură a transformat lucrarea lui Clancy în primul ei roman publicat. Editorul Deborah Grosvenor și-a amintit ulterior cum i-a convins pe editori: „Cred că avem un potențial bestseller aici și, dacă nu punem noi mâna pe el, altcineva o va face”. Ea credea că Tom Clancy avea o „capacitate înnăscută de a povesti, iar personajele sale aveau un dialog foarte spiritual”.

## Teorii despre sursa povestirii
- Cartea din 2005, Ultima santinelă: Valery Sablin și adevărata vânătoare a lui Octombrie Roșu, scrisă de Gregory D. Young și Nate Braden, sugerează că romanul s-a bazat pe revolta fregatei sovietice Storozhevoy din 1975[10]. În timp ce Clancy cerceta revolta, a citit teza de masterat a lui Young despre incident. Clancy i-a scris lui Young cerându-i o copie de referință și permisiunea de a cita teza în romanul pe care îl redacta. Clancy prezintă Vânătoarea lui Octombrie Roșu în detaliu și încheie cerându-i lui Young alte cărți de referință navală de încredere.[11]
- Documentarul Muse Entertainment din 2020, Adevărata vânătoare a lui Octombrie Roșu, susține că povestea din Octombrie Roșu se bazează pe pierderea, în anul 1968, a submarinului sovietic K-129, recuperat ulterior de Proiectul Azorian din 1974.[12]
- Dezertarea din 1976 a lui Viktor Belenko, care a pilot avionul său MiG-25P „Foxbat”, din Uniunea Sovietică până în Japonia.

## Receptare critică
Cartea a fost aclamată de critici, în special de guvernul american. Președintele american Ronald Reagan a declarat că romanul, care i-a fost oferit cadou de Crăciun, are „firul perfect” și este „de nelăsat din mână”; recomandarea sa a stimulat în cele din urmă vânzările romanului și a consolidat reputația lui Clancy ca autor de bestselleruri.  Referitor la primirea cărții, Clancy a remarcat: „Am fost străfulgerat, înmărmurit, copleșit, uimit. Dar nu am fost surprins.” Mulți membri ai Casei Albe au fost fani ai cărții.
Vânătoarea lui Octombrie Roșu a fost populară și în rândul militarilor. În 1985, într-o vizită pe USS Hyman G. Rickover, Clancy a descoperit 26 de exemplare ale romanului printre echipaj. Washington Post, în recenzia sa inițială, a lăudat romanul ca fiind „cel mai satisfăcător roman despre o urmărire pe mare de când C.S. Forester a perfecționat forma”.

## Succesul comercial
Datorită unei ample campanii de marketing desfășurate de Naval Institute Press pentru prima lor operă de ficțiune publicată, care era destinată inițial armatei, cartea s-a vândut în 45.000 de exemplare până în martie 1985. Clancy a spus într-un interviu din 1991: „Mă gândeam că vom vinde poate cinci mii sau zece mii de exemplare cartonate și că acesta va fi sfârșitul. Nu m-am gândit niciodată să fac bani.”
După susținerea lui Reagan, romanul Vânătoarea lui Octombrie Roșu a ajuns în fruntea listelor naționale cu cele mai vândute cărți, în special în The New York Times. În cele din urmă, s-a vândut în peste 365.000 de exemplare în format cartonat. După ce a obținut drepturile de editare în format broșat la Berkley Books pentru 49.500 de dolari, romanul s-a vândut în încă 4,3 milioane de exemplare.

## Adaptări

### Film
Romanul a fost adaptat ca film de lung metraj și a fost lansat în Statele Unite pe 2 martie 1990. Căpitanul Marko Ramius a fost interpretat de Sean Connery, în timp ce Alec Baldwin l-a interpretat pe Jack Ryan. Filmul este primul din seria Jack Ryan, care va urma ulterior o ordine cronologică diferită de cea a romanelor. Filmul este o reprezentare aproape fidelă a romanului, chiar dacă există multe abateri, inclusiv călătoria lui Octombrie Roșu pe râul Penobscot din Maine până la docul uscat, omiterea forței operative a Marinei Regale, inclusiv timpul petrecut de Ryan la bordul lui HMS Invincible, și sistemul de propulsie „caterpillar drive” descris ca un sistem de acționare magnetohidrodinamică, în esență „un motor cu reacție pentru apă”, mai degrabă decât o acționare alimentată de o serie de rotoare mecanice în interiorul tunelurilor de flux. Deși atât în roman, cât și în film, acest sistem de propulsie trebuia să fie extrem de silențios.
Filmul a primit în principal recenzii pozitive din partea criticilor, având un rating de 88% din partea Rotten Tomatoes, bazat pe 74 de recenzii. A fost al șaselea film cu cele mai mari încasări ale anului, generând 122 de milioane de dolari în America de Nord și peste 200 de milioane de dolari la nivel mondial la box office. Într-un interviu din 1991, Clancy a remarcat succesul filmului: „A fost destul de fidel spiritului cărții, deși filmul a avut o mulțime de erori tehnice și unele schimbări în poveste pe care nu le consideram necesare. Dar trebuie să ne amintim că cuvântul tipărit și reprezentarea vizuală de pe ecran sunt două forme de artă diferite și au roluri foarte diferite.”

### Jocuri
Romanul a devenit, de asemenea, baza pentru trei jocuri pe calculator, video și console. O versiune, o combinație între un simulator de submarin și un joc de strategie, a fost lansată în 1987 și a primit recenzii pozitive. Un alt joc bazat pe film a fost lansat în 1990. Jocul pentru consolă a fost lansat în 1991 pentru Nintendo Entertainment System și mai târziu pentru Game Boy și Super Nintendo Entertainment System. În plus, un joc de societate, The Hunt for Red October, publicat în 1988 de TSR, Inc., a devenit unul dintre cele mai bine vândute jocuri de război din toate timpurile.
La sfârșitul anului 2015, River Horse a anunțat că a achiziționat drepturile și intenționează să finanțeze un alt joc bazat pe proprietatea intelectuală.

## Moștenire
Vânătoarea lui Octombrie Roșu a popularizat genul literar techno-thriller pe piață. „Tom Clancy a definit o eră, nu doar a thrillerelor, ci și a culturii pop în general”, a spus Jon Land, autor și președinte de marketing la International Thriller Writers. „Nimeni nu a surprins mai bine starea de spirit și mentalitatea erei Reagan, în timp ce Războiul Rece se încingea pentru ultima dată și intram într-o nouă eră a războiului modern. Cărțile lui Clancy au atins temerile noastre și au ajutat la definirea psihicului nostru, chiar dacă a revigorat genul thriller aducând milioane de noi cititori.”
Pe 20 aprilie 2018, The Hunt for Red October a fost inclusă în lista celor mai iubite 100 de cărți din SUA, compilată de PBS ca parte a noului lor serial și a inițiativei multi-platformă The Great American Read .  